# Província de Suwa

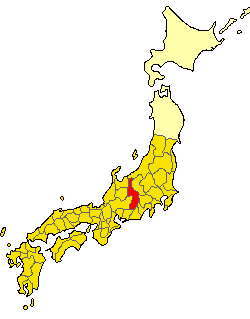
Localização da província de Suwa (721)

Suwa (諏方国, Suwa no kuni) foi uma antiga província do Japão
```
na região de 
Tōsandō
, durando apenas dez anos; equivale à parte sul da atual prefeitura de 
Nagano
. De acordo com o antigo livro de história 
Shoku Nihongi
, foi estabelecida em 26 de junho de 
721
 e abolida em 3 de março de 
731
 (data do antigo calendário japonês). Não se sabe a localização da capital da província, nem a localização exata da fronteira com 
Shinano
.
```

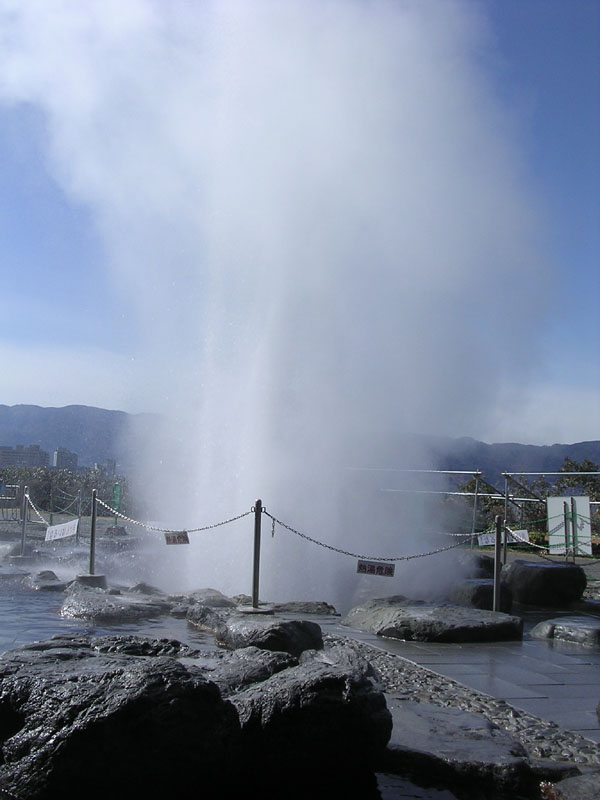
Gêiser em Kamisuwa (上諏訪), Nagano